# Malvina Polo
Malvine, Malveen ou Malvina Polo (née le 26 juillet 1903 et morte le 6 janvier 2000 à San Juan Capistrano, en Californie) est une actrice américaine du cinéma muet. Elle était la fille de l'acteur Eddie Polo et la nièce de Sam Polo.

## Filmographie
- 1921 : The Yellow Streak de Jacques Jaccard[1]
- 1922 : Folies de femmes
- 1922 : Captain Kidd[2]
- 1922 : Der Fluch der Habgier[3]
- 1923 : L'Opinion publique
- 1924 : Fight and Win[4]
- 1924 : So This Is Paris[5]
- 1924 : The College Cowboy[6]
- 1924 : Wolves of the North (en)[7]